# پریستیمانتیس ادوکاتوریس
پریستیمانتیس ادوکاتوریس (نام علمی: Pristimantis educatoris) گونه‌ای جدیدی از قورباغه‌ها که ۲ تا چهار سانتی‌متر طول دارد، رنگ آن از بنفش تیره تا خاکستری تیره متغیر است و چشمانی قرمز یا زرد دارد.